# Sportjahr 1967
Liste der Sportjahre

◄◄ | ◄ | 1963 | 1964 | 1965 | 1966 | Sportjahr 1967 | 1968 | 1969 | 1970 | 1971 | ► | ►►

Weitere Ereignisse

## Badminton
Höhepunkte des Badmintonjahres 1967 waren der Thomas Cup 1967 sowie die All England, die Irish Open, die Scottish Open, die German Open, die Dutch Open, die Denmark Open, die Südostasienspiele und die French Open. 

### Internationale Veranstaltungen
| Veranstaltung | Herreneinzel | Dameneinzel        | Herrendoppel                    | Damendoppel                        | Mixed                               |
| ------------- | ------------ | ------------------ | ------------------------------- | ---------------------------------- | ----------------------------------- |
| All England   | Erland Kops  | Judy Hashman       | Henning Borch Erland Kops       | Imre Rietveld Ulla Strand          | Svend Pri Ulla Strand               |
| French Open   | Lee Kin Tat  | Gerda Schumacher   | Willi Braun Detlef Würfel       | Julie Charles Imre Rietveld        | Klaus Tetenberg Gudrun Ziebold      |
| German Open   | Erland Kops  | Eva Twedberg       | Wolfgang Bochow Friedhelm Wulff | Irmgard Latz Marieluise Wackerow   | Per Walsøe Ulla Strand              |
| Malaysia Open | Erland Kops  | Minarni Sudaryanto | Tan Yee Khan Ng Boon Bee        | Retno Koestijah Minarni Sudaryanto | Tan Joe Hok Retno Koestijah         |
| Swedish Open  | Svend Pri    | Ulla Strand        | Svend Pri Per Walsøe            | Lonny Funch Ulla Strand            | Per Walsøe Pernille Mølgaard Hansen |

## Leichtathletik
- 28. Januar – Judy Pollock, Australien, lief die 800 Meter der Damen in 2:01,0 Minuten.
- 3. Februar – Anne Smith, Großbritannien, lief die 1500 Meter der Damen in 4:17,3 Minuten.
- 5. Mai – Liesel Westermann, Deutschland, erreichte im Diskuswurf der Damen 61,26 Meter.
- 6. Mai – Maureen Wilton, Kanada, lief den Marathon der Damen 3:15:22 Stunden.
- 14. Mai – Kurt Bendlin, Deutschland, erreichte im Zehnkampf der Herren 8234 Punkte.
- 20. Mai – Tommie Smith, USA, lief die 400 Meter der Herren in 44,5 Sekunden.
- 3. Juni – Anne Smith, Großbritannien, lief die 1500 Meter der Damen 4:17,3 Minuten.
- 20. Juni – Tommie Smith, USA, lief die 400 Meter der Herren in 44,5 Sekunden.
- 22. Juni – Irma Hansson, Schweden, ging die 20.000 Meter Gehen der Damen in 1:54,3 Stunden.
- 24. Juni – Maria Gommers, Niederlande, lief die 1500 Meter der Damen in 4:15,6 Minuten.
- 6. Juli – Maureen Wilton, Kanada, lief den Marathon der Damen in 3:15:22 Stunden.
- 8. Juli – Jim Ryun, USA, lief die 1500 Meter der Herren in 3:33,1 Minuten.
- 10. Juli – Bob Seagren, USA, erreichte im Stabhochsprung der Herren 5,36 Meter.
- 14. Juli – Kurt Bendlin, Deutschland, erreichte im Zehnkampf der Herren 8319 Punkte.
- 23. Juli – Paul Wilson, USA, erreichte im Stabhochsprung der Herren 5,38 Meter.
- 12. August – Barbara Ferrell, USA, lief die 100 Meter der Damen 11,1 Sekunden.
- 8. August – Jim Ryun, USA, lief die 1500 Meter der Herren in 3:33,1 Minuten.
- 29. September – Derek Clayton, Australien, lief den Marathon der Herren in 2:09:36 Stunden.
- 21. Oktober – Randy Matson, USA, erreichte im Kugelstoßen der Herren 21,78 Meter.
- 5. November – Liesel Westermann, Deutschland, warf im Diskuswurf der Damen 61,26 Meter.
- 3. Dezember – Derek Clayton, Australien, lief den Marathon der Herren in 2:09:37 Stunden.

## Tischtennis
- Tischtennisweltmeisterschaft 1967 11. bis zum 21. April in Stockholm (Schweden)
- Länderspiele Deutschlands (Freundschaftsspiele)
  - März: Karlsruhe: D. – CSSR 2:3 (Herren)
  - März: Karlsruhe: D. – CSSR 2:3 (Damen)
- Europaliga
  - 9. November: Leeds: D. – England 1:6 (Damen + Herren)
  - 7. Dezember: Duisburg: D. – UdSSR 2:5 (Damen + Herren)

## Geboren

### Januar
- 02. Januar: Francois Pienaar, südafrikanischer Rugby-Union-Spieler
- 05. Januar: David Donohue, US-amerikanischer Automobilrennfahrer
- 05. Januar: Wilhelm Wahlmüller, österreichischer Fußballspieler und -trainer
- 06. Januar: Irina Muschailowa, russische Weitspringerin
- 07. Januar: Ole Kristian Furuseth, norwegischer Skirennläufer
- 07. Januar: Marina Trandenkowa, russische Sprinterin
- 08. Januar: Willie Anderson, US-amerikanischer Basketballspieler
- 09. Januar: Claudio Caniggia, argentinischer Fußballspieler
- 10. Januar: Monika Maierhofer, österreichische Skirennläuferin
- 11. Januar: Teoman Alibegović, jugoslawischer Basketballspieler

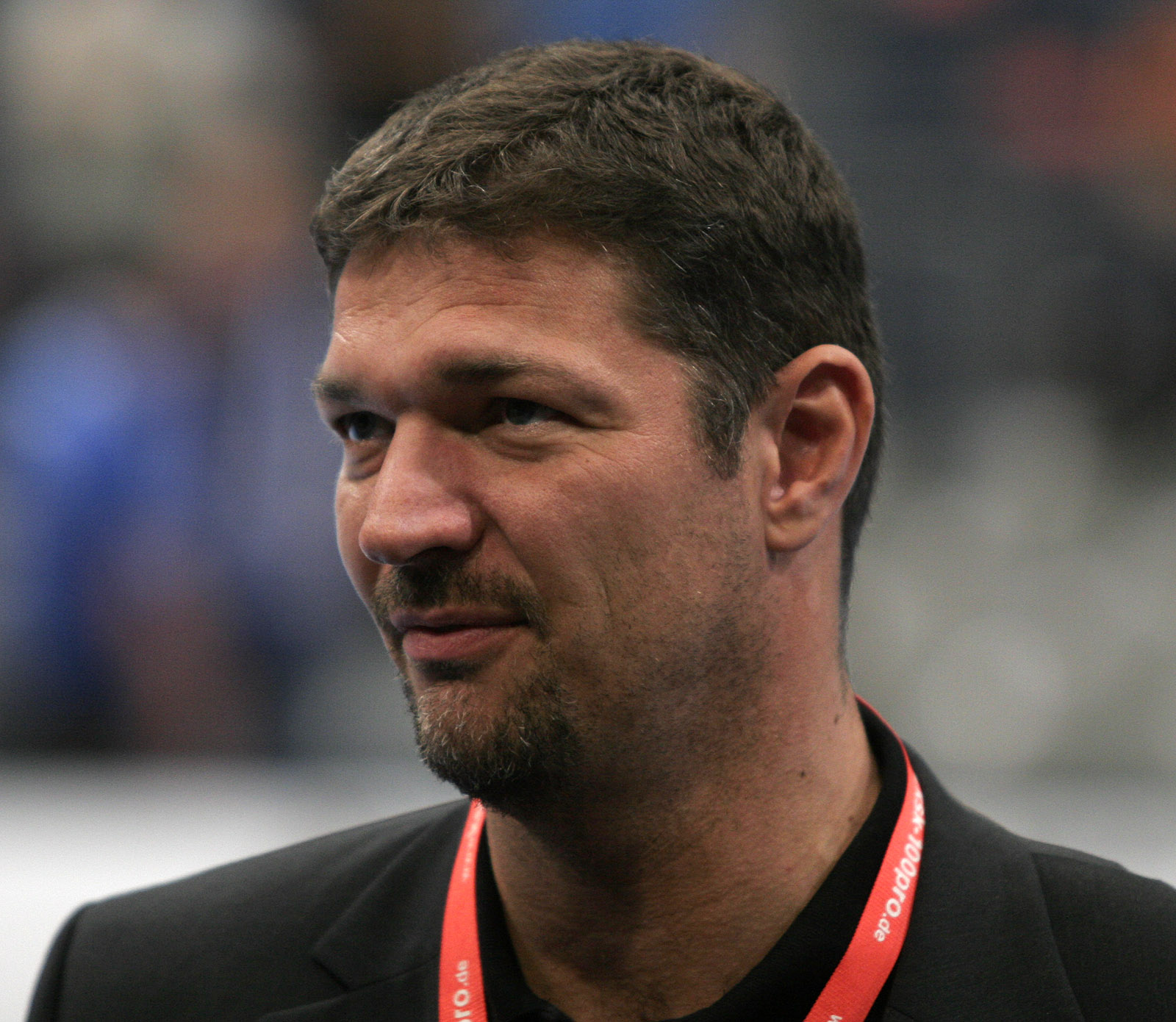
Fynn Holpert

- 11. Januar: Fynn Holpert, deutscher Handballtorwart
- 11. Januar: Oleg Kisseljow, russischer Handballtrainer und Handballspieler
- 12. Januar: Meho Kodro, jugoslawischer, später bosnisch-herzegowinischer Fußballspieler
- 16. Januar: Alberto Puig, spanischer Motorradrennfahrer
- 18. Januar: Iván Zamorano, chilenischer Fußballspieler
- 20. Januar: Ivar Bern, norwegischer Schachspieler
- 29. Januar: Dmitri Karlow, russischer Handballspieler
- 29. Januar: Khalid Skah, marokkanischer Leichtathlet
- 29. Januar: Cyril Suk, tschechischer Tennisspieler
- 30. Januar: Sergei Tschepikow, russischer Biathlet, Skilangläufer und Olympiasieger
- 31. Januar: Pablo Marini, argentinischer Fußballspieler und -trainer

### Februar
- 03. Februar: Mixu Paatelainen, finnischer Fußballspieler
- 03. Februar: Aurelio Vidmar, australischer Fußballspieler und -trainer
- 04. Februar: Wjatscheslaw Atawin, russischer Handballspieler
- 04. Februar: Sergei Grinkow, russischer Eiskunstläufer und Olympiasieger († 1995)
- 08. Februar: Matthias Baranowski, deutscher Fußballspieler
- 08. Februar: Lorenzo Minotti, italienischer Fußballspieler

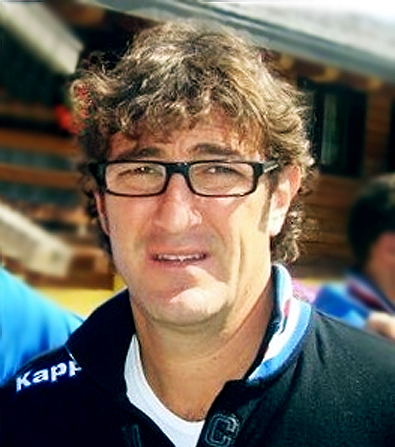
Ciro Ferrara

- 11. Februar: Ciro Ferrara, italienischer Fußballspieler und -trainer
- 12. Februar: Anita Wachter, österreichische Skirennläuferin
- 13. Februar: Tadayuki Okada, japanischer Motorradrennfahrer
- 14. Februar: Manuela Maleeva, bulgarische Tennisspielerin
- 15. Februar: Jens Kunath, deutscher Fußballtorhüter und -trainer
- 18. Februar: Roberto Baggio, italienischer Fußballspieler
- 18. Februar: Colin Jackson, britischer Hürden-Sprinter
- 18. Februar: Michael Wittwer, deutscher Fußballspieler
- 19. Februar: Alexander Baburin, irischer Schachspieler russischer Herkunft
- 20. Februar: Paul Accola, Schweizer Skirennläufer
- 20. Februar: Damian Adamus, deutsch-polnischer Eishockeyspieler
- 21. Februar: Leroy Burrell, US-amerikanischer Leichtathlet und Olympiasieger
- 21. Februar: Silke-Beate Knoll, deutsche Sprinterin
- 23. Februar: Tetsuya Asano, japanischer Fußballspieler und -trainer
- 26. Februar: Kazuyoshi Miura, japanischer Fußballspieler

### März
- 01. März: Jelena Afanassjewa, russische Mittelstreckenläuferin
- 02. März: Oscar Ferro, uruguayischer Fußballspieler
- 03. März: Claudio Arbiza, uruguayischer Fußballspieler
- 03. März: Alexander Wolkow, russischer Tennisspieler († 2019)
- 04. März: Michael Andersson, schwedischer Radrennfahrer

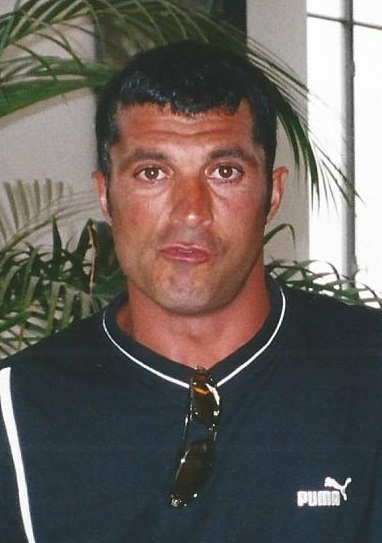
Kubilay Türkyılmaz

- 04. März: Kubilay Türkyılmaz, Schweizer Fußballspieler
- 07. März: Mayumi Abe, japanische Curlerin
- 08. März: Gerard Kemkers, niederländischer Eisschnellläufer und Eisschnelllauftrainer
- 08. März: Udo Quellmalz, deutscher Judoka
- 11. März: Sergei Wiktorowitsch Bautin, russisch-belarussischer Eishockeyspieler († 2022)
- 11. März: Frank Peter, deutscher Radrennfahrer
- 14. März: Pablo Correa, uruguayischer Fußballtrainer und -spieler
- 16. März: Heidi Zurbriggen, Schweizer Ski-Rennfahrerin
- 19. März: Wladimir Konstantinow, russischer Eishockeyspieler
- 20. März: Igor Poljanski, russischer Schwimmer und Olympiasieger
- 20. März: Miriam Vogt, deutsche Skirennläuferin
- 22. März: Bibi Appel, deutscher Eishockeytorwart († 2022)
- 22. März: Mario Cipollini, italienischer Radrennfahrer
- 24. März: Jurij Nesterow, russischer Handballspieler
- 24. März: Kathy Rinaldi, US-amerikanische Tennisspielerin
- 24. März: Diann Roffe-Steinrotter, US-amerikanische Skirennläuferin
- 28. März: Kai Abraham, deutsch-österreichischer Badmintonspieler
- 31. März: Andrei Masunow, sowjetisch-russischer Tischtennisspieler

### April
- 01. April: Elke Walther, deutsche Fußballspielerin
- 03. April: Mark Skaife, australischer Automobilrennfahrer
- 04. April: Edith Masai, kenianische Leichtathletin
- 06. April: Chantal Bournissen, Schweizer Skirennläuferin
- 06. April: Andrej Iwanow, russischer Fußballspieler († 2009)

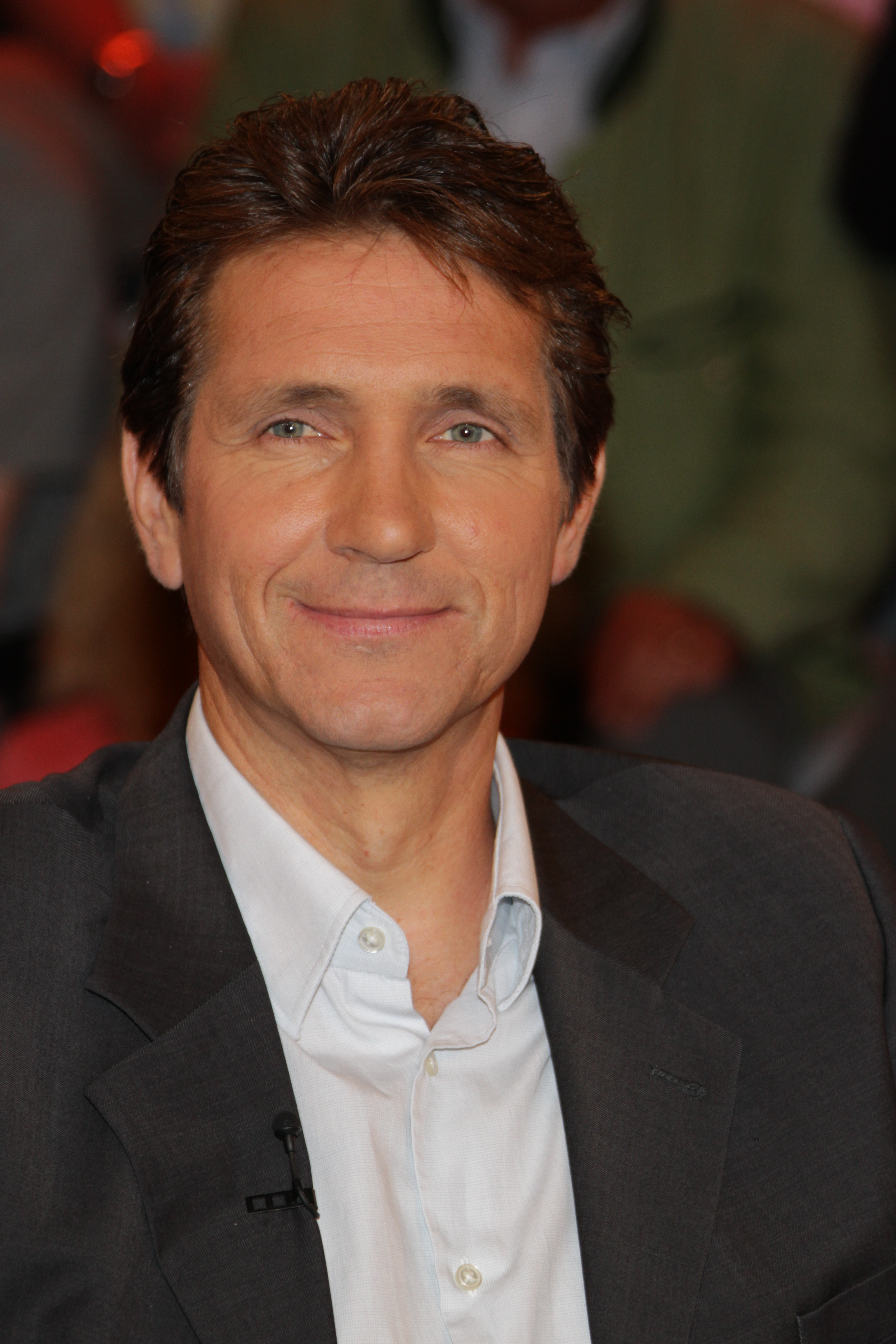
Bodo Illgner

- 07. April: Bodo Illgner, deutscher Fußballspieler
- 11. April: Joop Stokkel, niederländischer Schwimmer und Reiter
- 17. April: Nadeschda Talanowa, russische Biathletin und Olympiasiegerin
- 19. April: Cláudio Batista dos Santos, brasilianischer Fußballspieler
- 22. April: Bart Bowen, US-amerikanischer Radrennfahrer
- 22. April: Kristi Terzian, US-amerikanische Skirennläuferin
- 26. April: Klaus Merk, deutscher Eishockeyspieler und -trainer
- 26. April: Glenn Jacobs, US-amerikanischer Wrestler
- 28. April: Michel Andrieux, französischer Ruderer
- 28. April: Dario Hübner, italienischer Fußballspieler

### Mai
- 02. Mai: Luigi Apolloni, italienischer Fußballspieler und -trainer

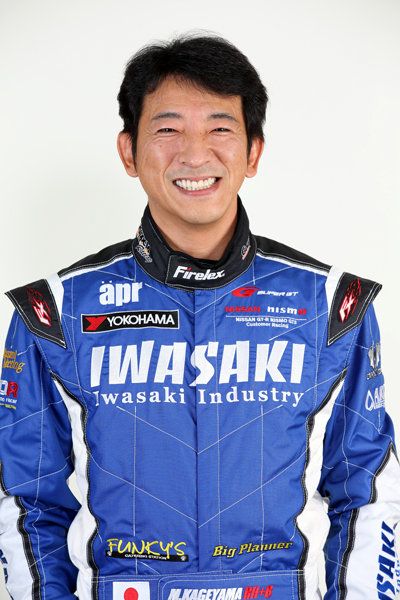
Masami Kageyama

- 02. Mai: Masami Kageyama, japanischer Automobilrennfahrer
- 06. Mai: Thomas Abratis, deutscher Nordischer Kombinierer
- 06. Mai: Christophe Pillon, Schweizer Automobilrennfahrer
- 07. Mai: Oliver Anthofer, österreichischer Behindertensportler
- 08. Mai: Christian Abt, deutscher Automobilrennfahrer
- 08. Mai: Gabi Roth, deutsche Leichtathletin
- 09. Mai: Nataša Bokal, slowenische Skirennläuferin
- 09. Mai: Maximilian Heidenreich, deutscher Fußballspieler († 2024)
- 09. Mai: Anton Pein, österreichischer Dartspieler
- 10. Mai: Antje Harvey, deutsche Biathletin
- 11. Mai: Alberto García Aspe, mexikanischer Fußballspieler
- 12. Mai: Tim Armstrong, kanadischer Eishockeyspieler
- 15. Mai: Simen Agdestein, norwegischer Schachgroßmeister und Fußballspieler
- 15. Mai: John Smoltz, US-amerikanischer Baseballspieler
- 18. Mai: Heinz-Harald Frentzen, deutscher Automobilrennfahrer
- 20. Mai: Patrick Ortlieb, österreichischer Skiläufer
- 20. Mai: Rubén Vallejos, chilenischer Fußballspieler und -trainer

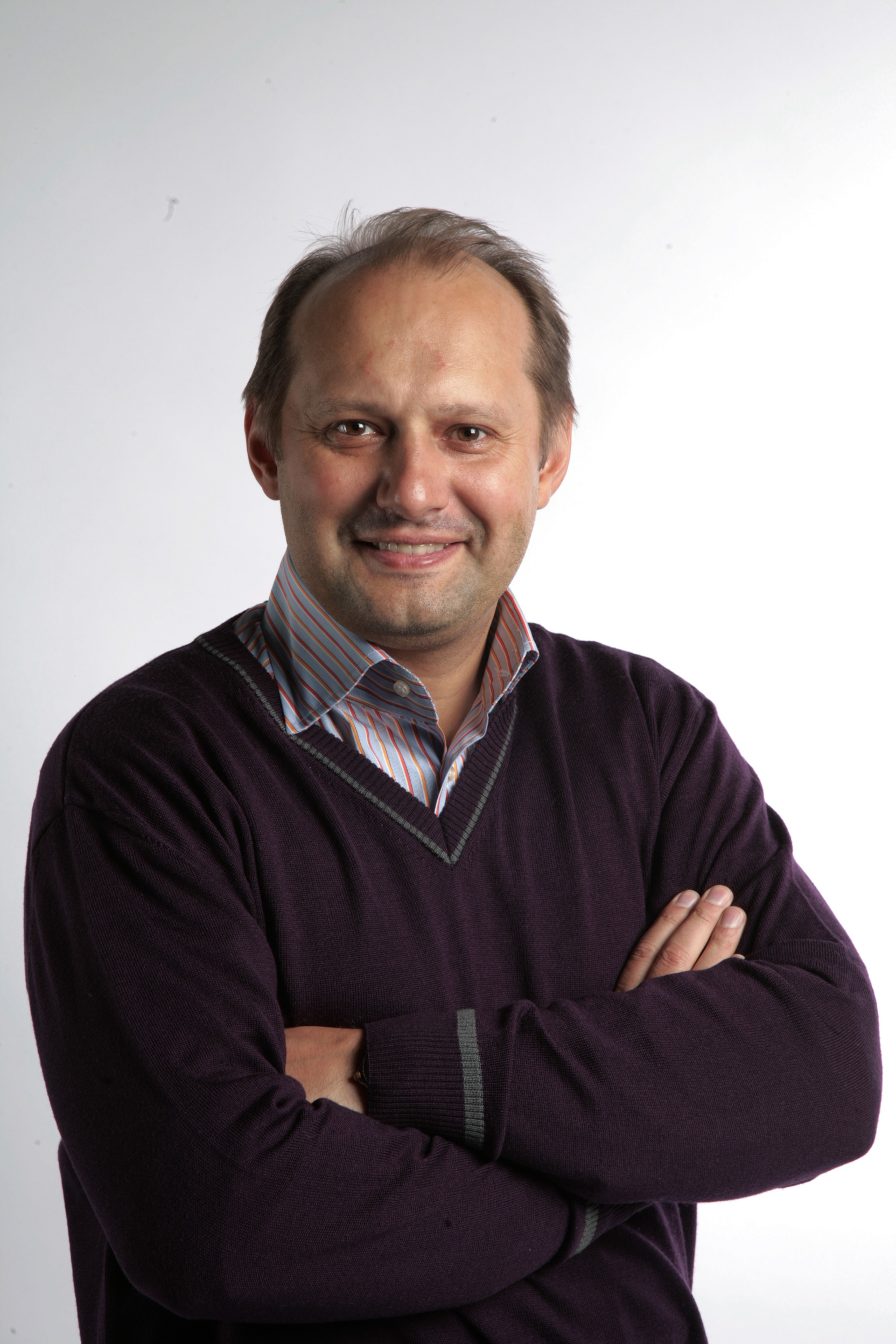
Andrei Antropow

- 21. Mai: Andrei Michailowitsch Antropow, sowjetischer und russischer Badmintonspieler
- 21. Mai: Chris Benoit, US-amerikanischer Wrestler († 2007)
- 21. Mai: Gerhard Gulewicz, österreichischer Extremsportler († 2025)
- 23. Mai: Didier Cottaz, französischer Automobilrennfahrer und Unternehmer
- 24. Mai: Herbert Ilsanker, österreichischer Fußballtorhüter und -trainer
- 24. Mai: Sergei Klischin, russisch-österreichischer Judoka
- 25. Mai: Luc Nilis, belgischer Fußballspieler
- 25. Mai: André Tempelmeier, deutscher Handballspieler
- 27. Mai: Jewgenij Dawydow, russischer Eishockeyspieler
- 27. Mai: Paul Gascoigne, englischer Fußballspieler
- 28. Mai: Len Soccio, kanadisch-deutscher Eishockeyspieler
- 29. Mai: Jewgeni Aleinikow, russischer Sportschütze († 2024)
- 29. Mai: Omar Arellano Nuño, mexikanischer Fußballspieler und -trainer
- 29. Mai: Heidi Mohr, deutsche Fußballspielerin († 2019)
- 30. Mai: Jean-Jacques Aeschlimann, Schweizer Eishockeyspieler
- 30. Mai: Ian Hodgkinson, kanadischer Wrestler

### Juni
- 01. Juni: Olivier Delaître, französischer Tennisspieler
- 02. Juni: Andreas Tam, deutscher Handballtrainer und Handballspieler
- 03. Juni: Sven Ottke, deutscher Boxer
- 05. Juni: Joe DeLoach, US-amerikanischer Leichtathlet
- 06. Juni: Daniel Sabathy, Schweizer Unihockeytrainer
- 07. Juni: Robert Jonás, andorranischer Fußballspieler
- 08. Juni: Efan Ekoku, nigerianischer Fußballspieler
- 08. Juni: Edgar Itt, deutscher Leichtathlet
- 09. Juni: Dave McLlwain, kanadischer Eishockeyspieler
- 11. Juni: Konstantin Tschernyschow, russischer Schachgroßmeister
- 13. Juni: Taşkın Aksoy, türkischer Fußballspieler und -trainer
- 15. Juni: Pawel Muslimow, russischer Biathlet

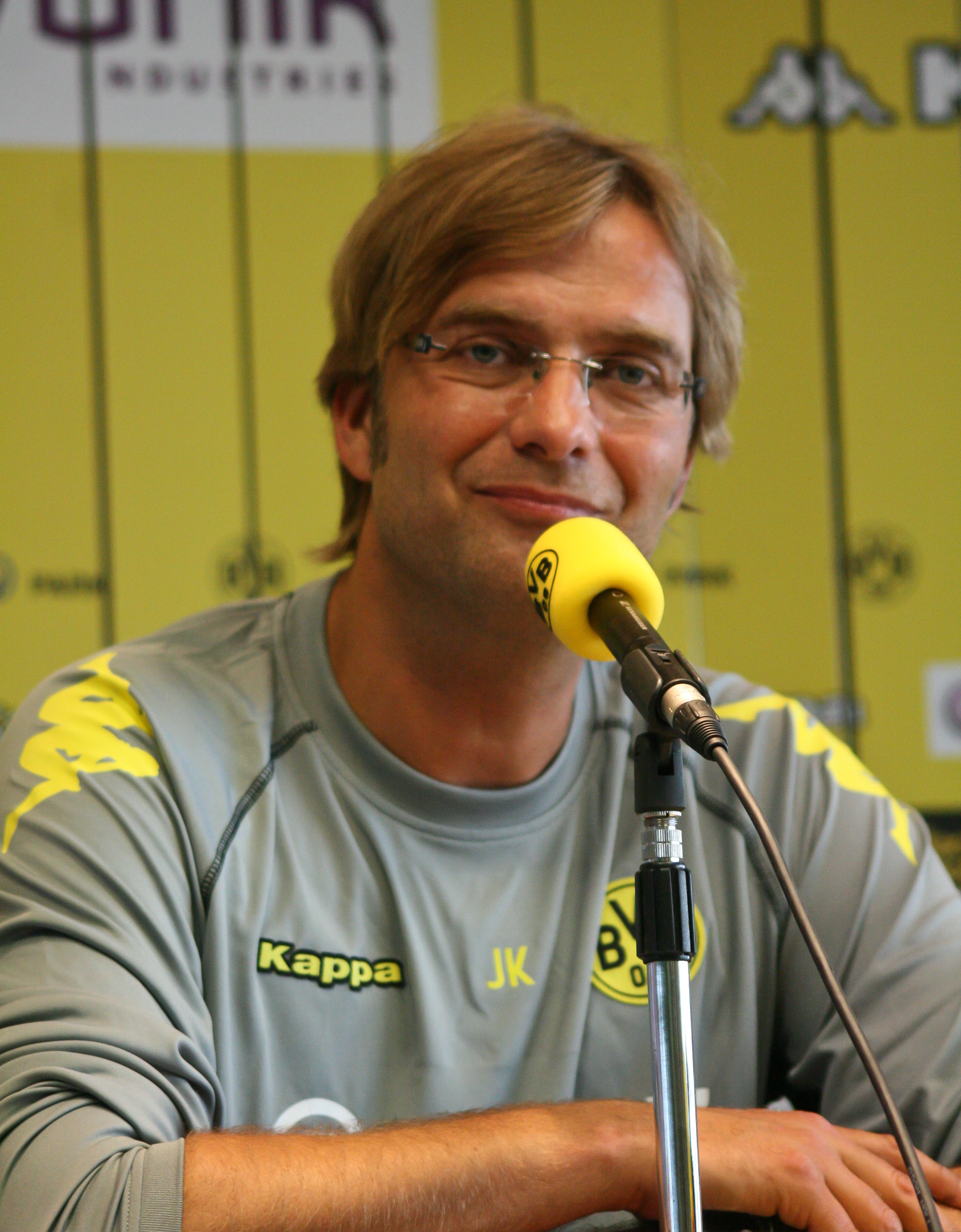
Jürgen Klopp

- 16. Juni: Jürgen Klopp, deutscher Fußballspieler und -trainer
- 17. Juni: Barbara Sadleder, österreichische Skirennläuferin
- 18. Juni: Michelle Ruthven, kanadische Skirennläuferin

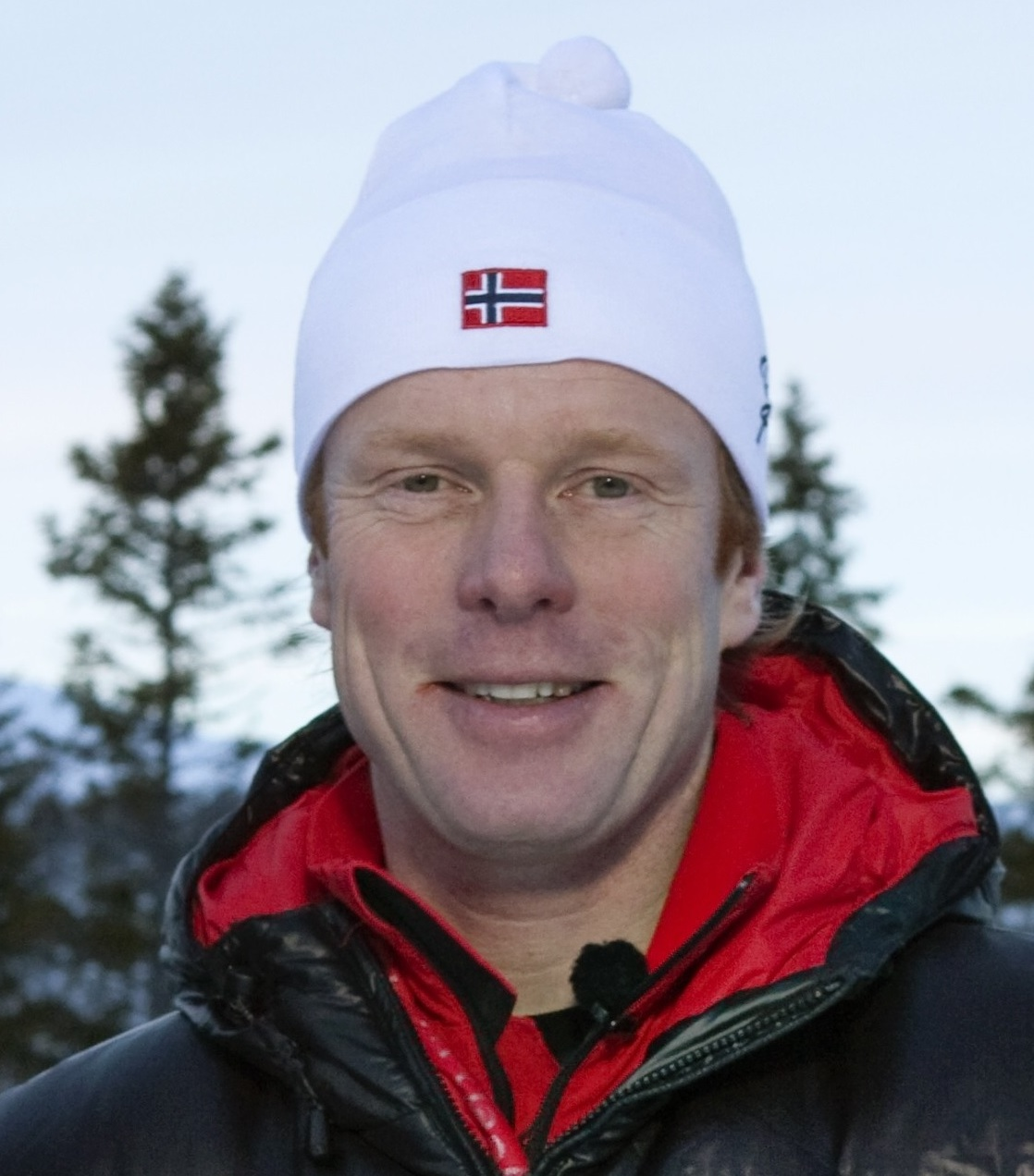
Bjørn Dæhlie

- 19. Juni: Bjørn Dæhlie, norwegischer Skilangläufer
- 22. Juni: Paul Stanton, US-amerikanischer Eishockeyspieler
- 22. Juni: Yutaka Yamagishi, japanischer Automobilrennfahrer
- 27. Juni: Andre Arendse, südafrikanischer Fußballtorwart
- 28. Juni: Denis Petouchinski, neuseeländischer Stabhochspringer russischer Herkunft

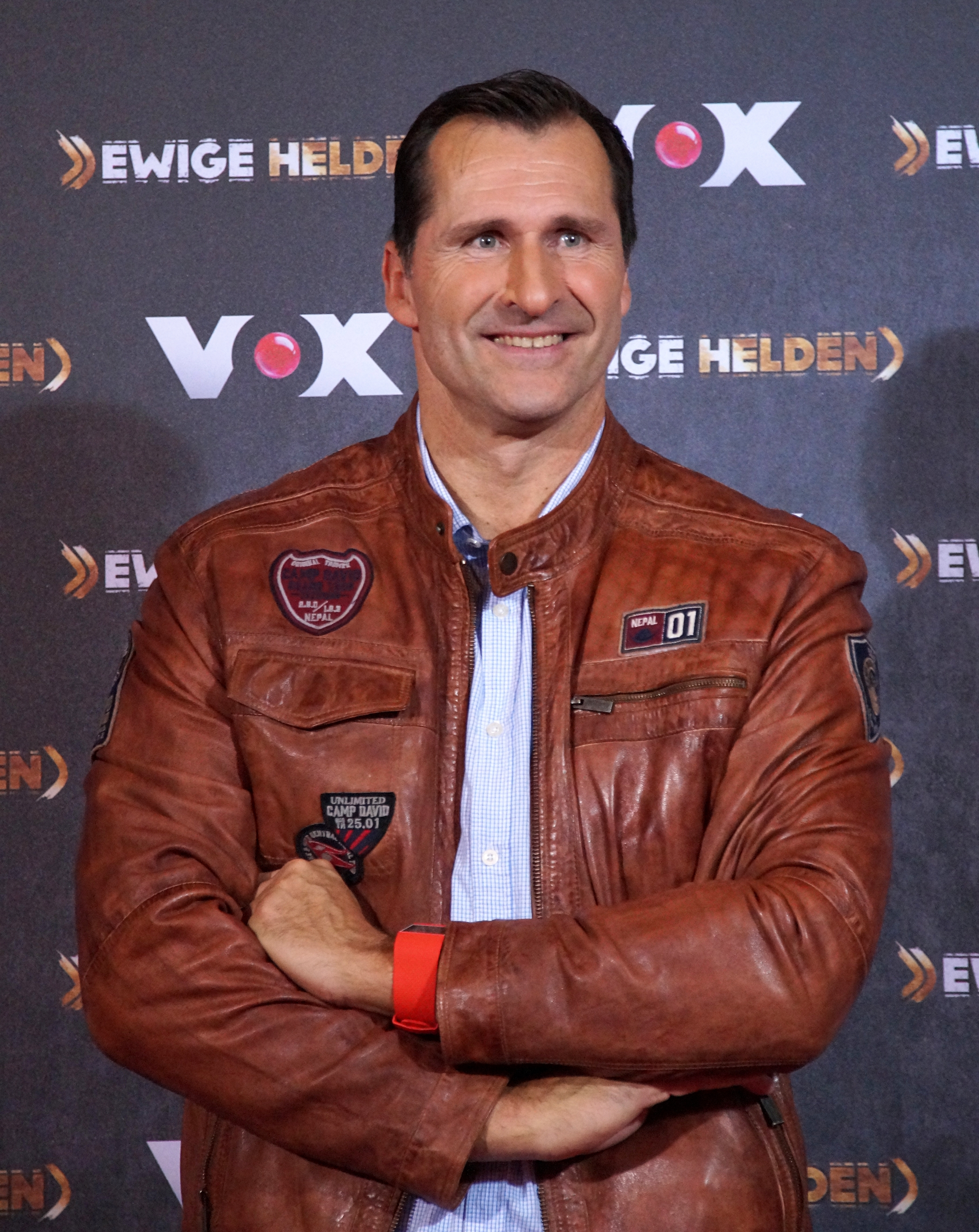
Lars Riedel

- 28. Juni: Lars Riedel, deutscher Diskuswerfer
- 30. Juni: Silke Renk, deutsche Leichtathletin und Olympiasiegerin

### Juli
- 02. Juli: Roman Swonkow, ukrainischer Biathlet († 1995)
- 05. Juli: Christian Miniussi, argentinischer Tennisspieler
- 05. Juli: Henry Urday Cáceres, peruanischer Schachgroßmeister und -funktionär
- 07. Juli: Tom Kristensen, dänischer Automobilrennfahrer
- 08. Juli: Uwe Spies, deutscher Fußballspieler
- 12. Juli: Bruny Surin, kanadischer Leichtathlet und Olympiasieger
- 14. Juli: Alexander Lagunow, deutscher Schachspieler und -trainer
- 15. Juli: Wladislaw Kormschtschikow, russischer Ski-Orientierungsläufer
- 21. Juli: Walter Arencibia, kubanischer Schachmeister
- 23. Juli: Noboru Ueda, japanischer Motorradrennfahrer
- 25. Juli: Magdalena Forsberg, schwedische Biathletin
- 25. Juli: Heidi Zeller-Bähler, Schweizer Skirennläuferin
- 26. Juli: Dai Young, walisischer Rugbyspieler und -trainer
- 28. Juli: Ute Mückel, deutsche Triathletin
- 31. Juli: Peter Rono, kenianischer Leichtathlet und Olympiasieger

### August
- 02. August: Marco Giampaolo, italienischer Fußballspieler und -trainer
- 04. August: Marcelo Filippini, uruguayischer Tennisspieler
- 04. August: Michael Marsh, US-amerikanischer Sprinter und Olympiasieger
- 04. August: Jana Sorgers, deutsche Ruderin
- 06. August: Marcel Wüst, deutscher Radrennfahrer
- 07. August: Jewgeni Platow, russischer Eiskunstläufer
- 08. August: Marcelo Balboa, US-amerikanischer Fußballspieler
- 08. August: Shane Lewis, US-amerikanischer Automobilrennfahrer
- 08. August: Gunther Metz, deutscher Fußballspieler
- 09. August: Ulrich Kirchhoff, deutscher Springreiter
- 09. August: Bodo Kuhn, deutscher Leichtathlet
- 10. August: Philippe Albert, belgischer Fußballspieler

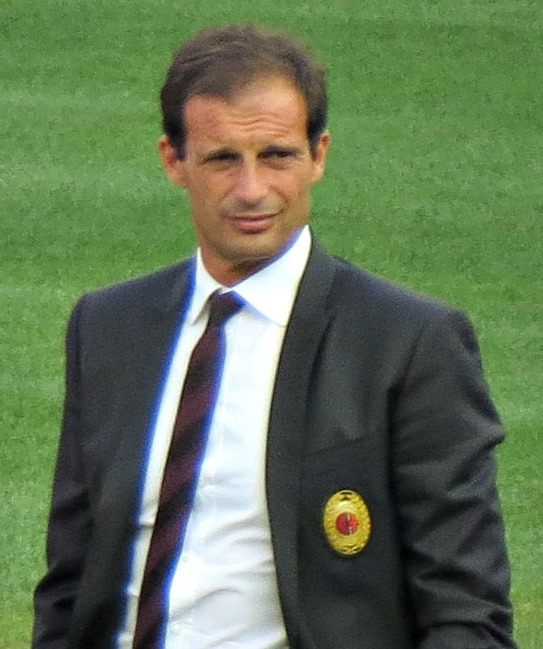
Massimiliano Allegri

- 11. August: Massimiliano Allegri, italienischer Fußballspieler und -trainer
- 11. August: Wolfgang Fasching, österreichischer Extremsportler
- 12. August: Emil Kostadinow, bulgarischer Fußballspieler
- 14. August: Jelena Guljajewa, russische Hochspringerin
- 14. August: Dirk Rehbein, deutscher Fußballspieler
- 14. August: Kathrin Weßel, deutsche Langstreckenläuferin
- 15. August: Brahim Boutayeb, marokkanischer Leichtathlet
- 17. August: Michael Preetz, deutscher Fußballspieler
- 18. August: Uwe Alzen, deutscher Automobilrennfahrer
- 18. August: Beate Koch, deutsche Leichtathletin
- 19. August: Said al-Uwairan, saudi-arabischer Fußballspieler
- 20. August: Uwe Amstein, deutscher Fußballspieler
- 22. August: Paul Ereng, kenianischer Leichtathlet und Olympiasieger
- 23. August: Jörg Gerlach, deutscher Fußballspieler
- 27. August: Jens Häusler, deutscher Handballspieler und -trainer
- 31. August: Ralf Inderthal, deutscher Handballspieler
- 31. August: Uwe Inderthal, deutscher Handballtrainer und Handballspieler
- 31. August: João Manuel, portugiesischer Fußballspieler († 2005)

### September
- 01. September: Roland Knoll, deutscher Biathlet und Trainer
- 01. September: Bernd Roos, deutscher Handballspieler
- 01. September: Carl-Uwe Steeb, deutscher Tennisspieler
- 02. September: Kerstin Behrendt, deutsche Leichtathletin

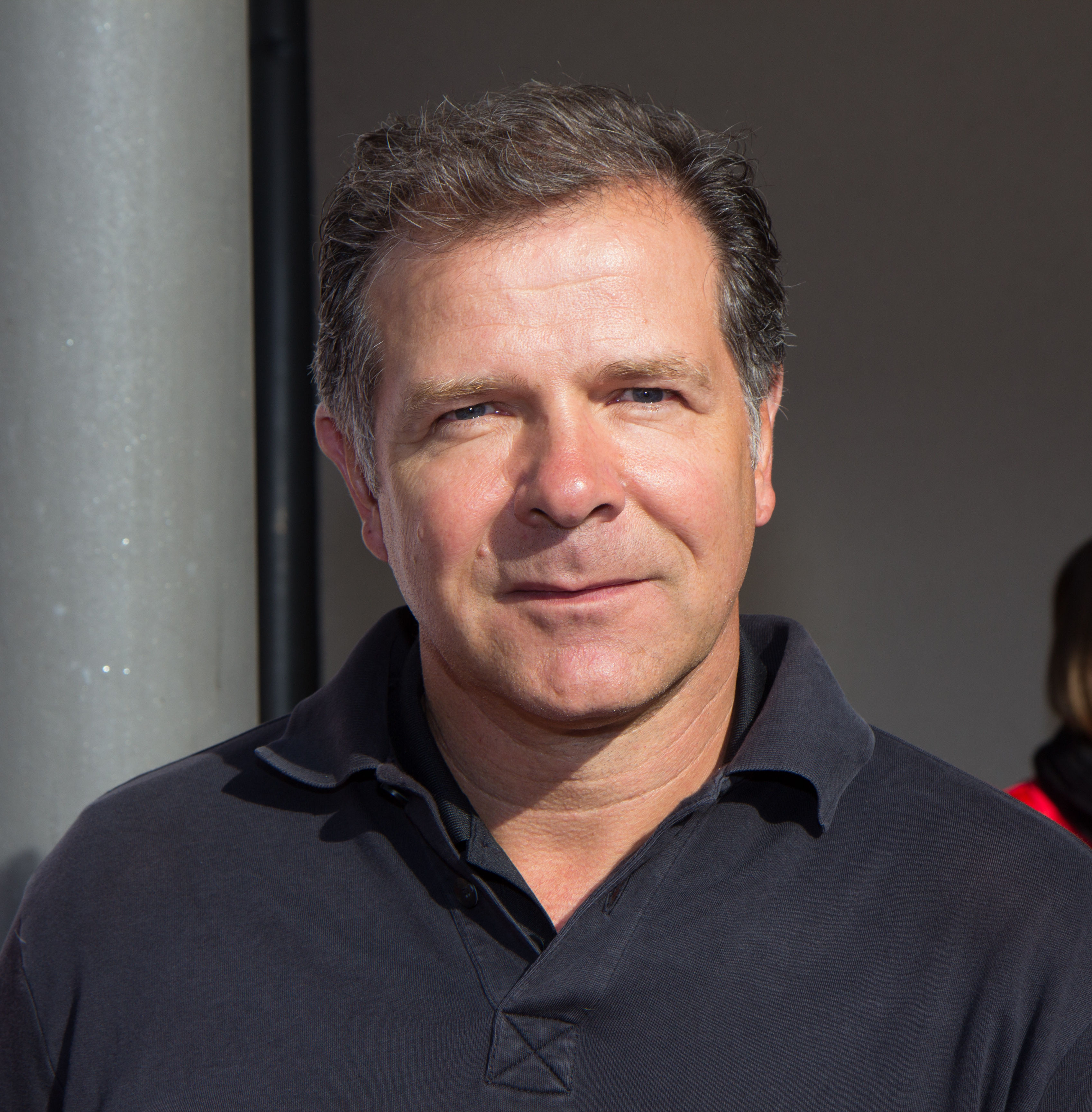
Andreas Möller

- 02. September: Andreas Möller, deutscher Fußballspieler
- 02. September: Ruggiero Rizzitelli, italienischer Fußballspieler
- 04. September: Rainer Aigner, deutscher Fußballspieler
- 04. September: Igor Kornejew, russischer Fußballspieler und -trainer

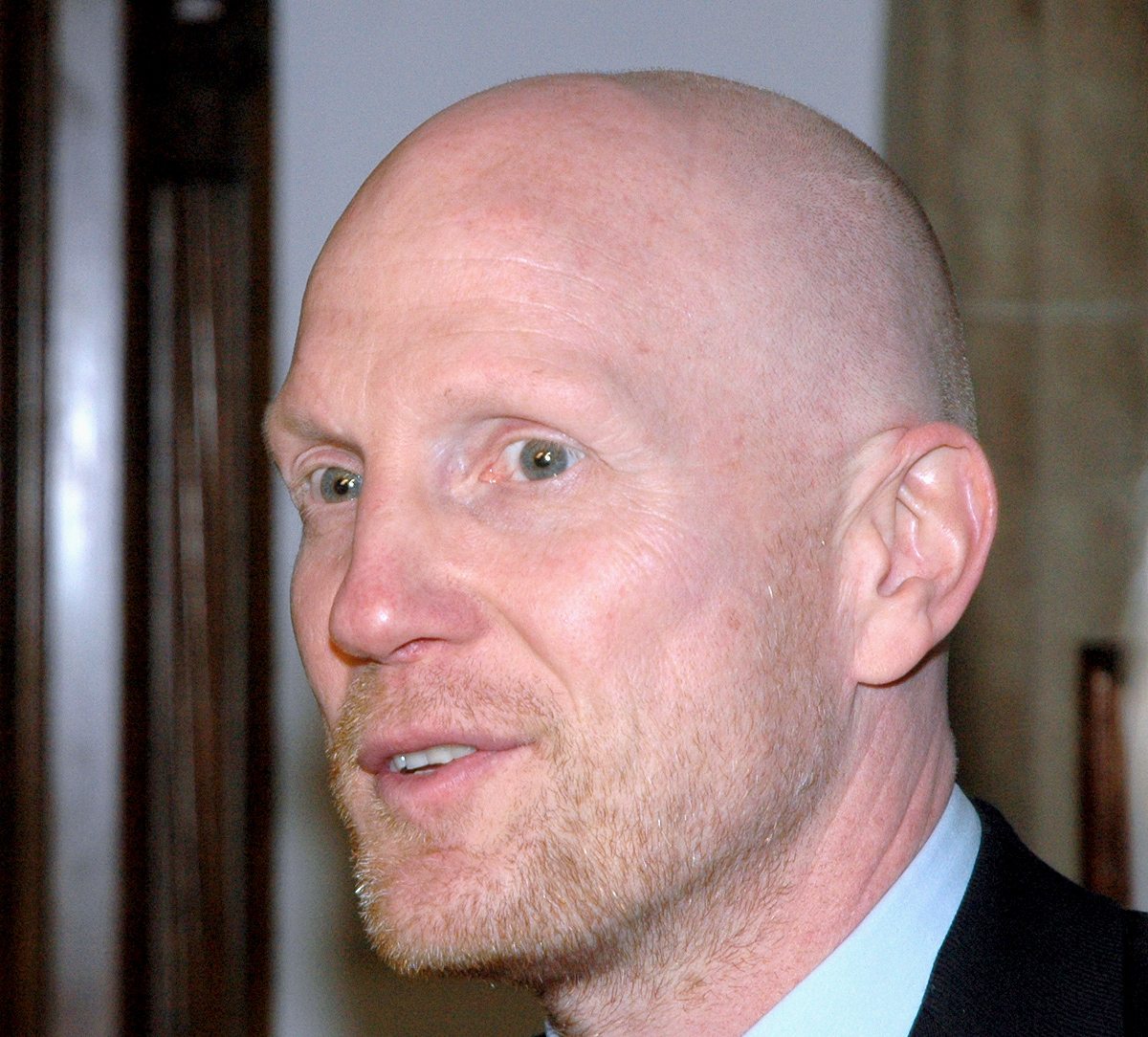
Matthias Sammer

- 05. September: Matthias Sammer, deutscher Fußballspieler und -trainer
- 05. September: Rein van Duijnhoven, niederländischer Fußballspieler
- 08. September: Luis Marques, französischer Automobilrennfahrer
- 09. September: B. J. Armstrong, US-amerikanischer Basketballspieler
- 13. September: Warren Aspinall, englischer Fußballspieler

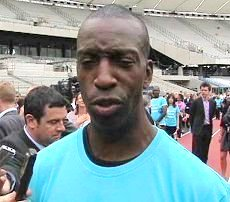
Michael Johnson

- 13. September: Michael Johnson, US-amerikanischer Leichtathlet
- 14. September: Franz Aigner, österreichischer Fußballspieler
- 15. September: Gustavo Artacho, argentinischer Radrennfahrer
- 15. September: Steve Cox, Schweizer Gleitschirmpilot
- 15. September: Simone Greiner-Petter-Memm, deutsche Biathletin
- 15. September: Hansjörg Tauscher, deutscher Skirennläufer
- 17. September: Stefan Krauße, deutscher Rennrodler
- 17. September: Wolfgang Perner, österreichischer Biathlet
- 17. September: Bianca Urbanke-Rösicke, deutsche Handballspielerin
- 18. September: Gary Anderson, neuseeländischer Radrennfahrer und Radsporttrainer

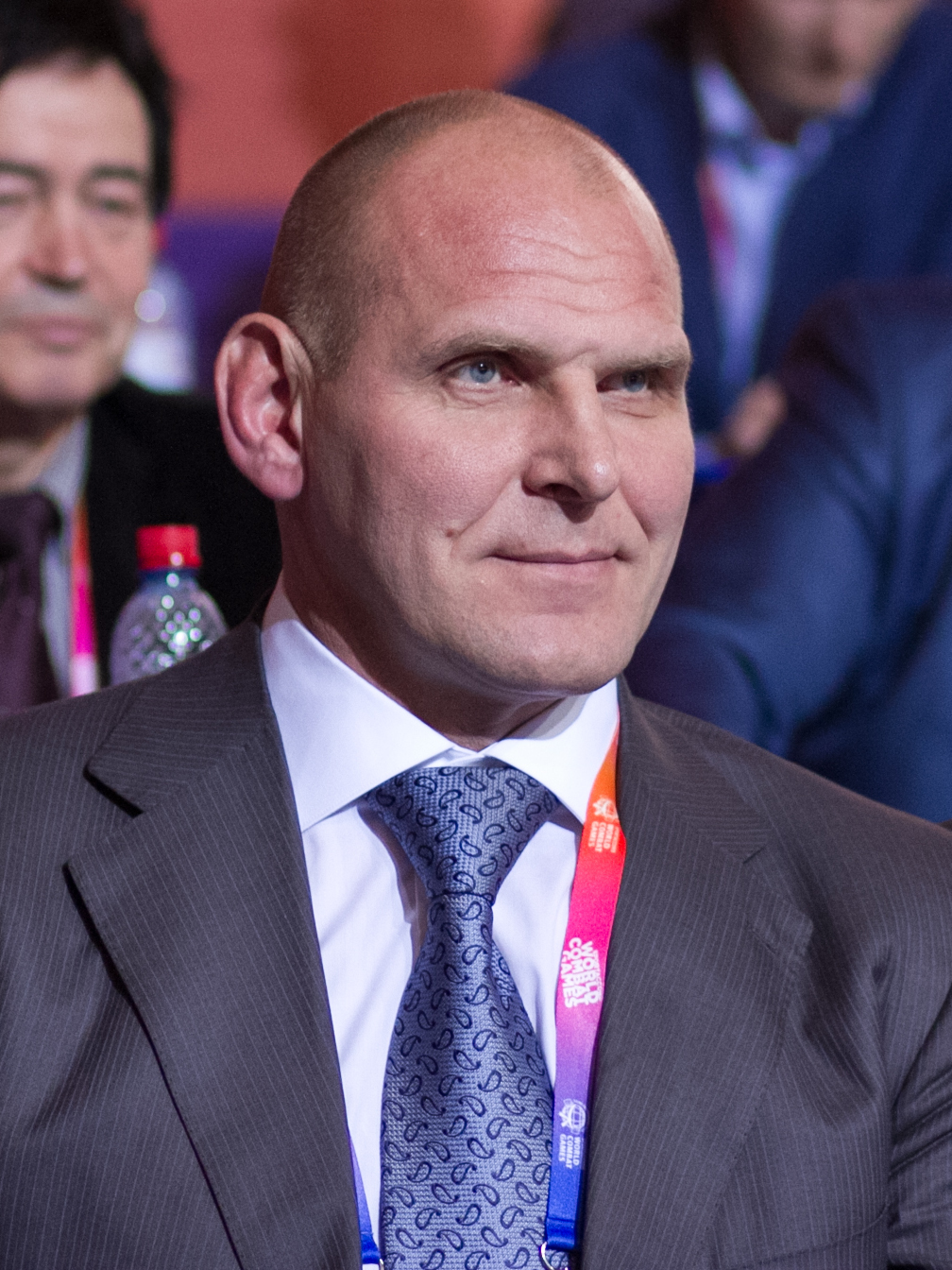
Alexander Karelin

- 19. September: Alexander Karelin, russischer Ringer und Olympiasieger
- 21. September: Werner Perathoner, italienischer Skirennfahrer
- 22. September: Félix Savón, kubanischer Boxer
- 24. September: Hermawan Susanto, indonesischer Badmintonspieler
- 26. September: Bruno Akrapović, bosnisch-herzegowinischer Fußballspieler
- 27. September: Anna Birjukowa, russische Leichtathletin
- 27. September: Stephan Freigang, deutscher Leichtathlet
- 29. September: Yūichi Akasaka, japanischer Shorttracker

### Oktober
- 01. Oktober: Scott Young, US-amerikanischer Eishockeyspieler
- 02. Oktober: Frank Fredericks, namibischer Sprinter

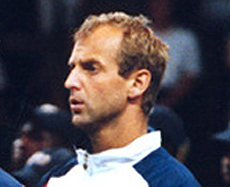
Thomas Muster

- 02. Oktober: Thomas Muster, österreichischer Tennisspieler
- 05. Oktober: Tim Carter, britischer Fußballspieler († 2008)
- 06. Oktober: Attila Ambrus, ungarisch-rumänischer Eishockeytorwart, Pelzschmuggler, Bankräuber und Schriftsteller
- 06. Oktober: Kennet Andersson, schwedischer Fußballspieler
- 09. Oktober: Maurice Banach, deutscher Fußballspieler († 1991)
- 09. Oktober: Eddie Guerrero, mexikanischer Wrestler († 2005)
- 10. Oktober: Thomas Ritter, deutscher Fußballspieler
- 11. Oktober: Linetta Wilson, US-amerikanische Leichtathletin
- 12. Oktober: Susanne Munk Wilbek, dänische Handballspielerin
- 13. Oktober: Javier Sotomayor, kubanischer Hochspringer
- 14. Oktober: Oliver Adler, deutscher Fußballspieler
- 21. Oktober: Alejandro Apud, uruguayischer Fußballspieler und -trainer
- 21. Oktober: Paul Ince, englischer Fußballspieler
- 21. Oktober: Alcindo Sartori, brasilianischer Fußballspieler
- 22. Oktober: Christophe Bourret, französischer Automobilrennfahrer- und Unternehmer
- 22. Oktober: Ulrike Maier, österreichische Skirennläuferin († 1994)
- 24. Oktober: Robert Julien, kanadischer Automobilrennfahrer
- 29. Oktober: Thorsten Fink, deutscher Fußballspieler
- 31. Oktober: André Barylla, deutscher Fußballspieler
- 31. Oktober: Jörg Lipinski, deutscher Fußballspieler

### November

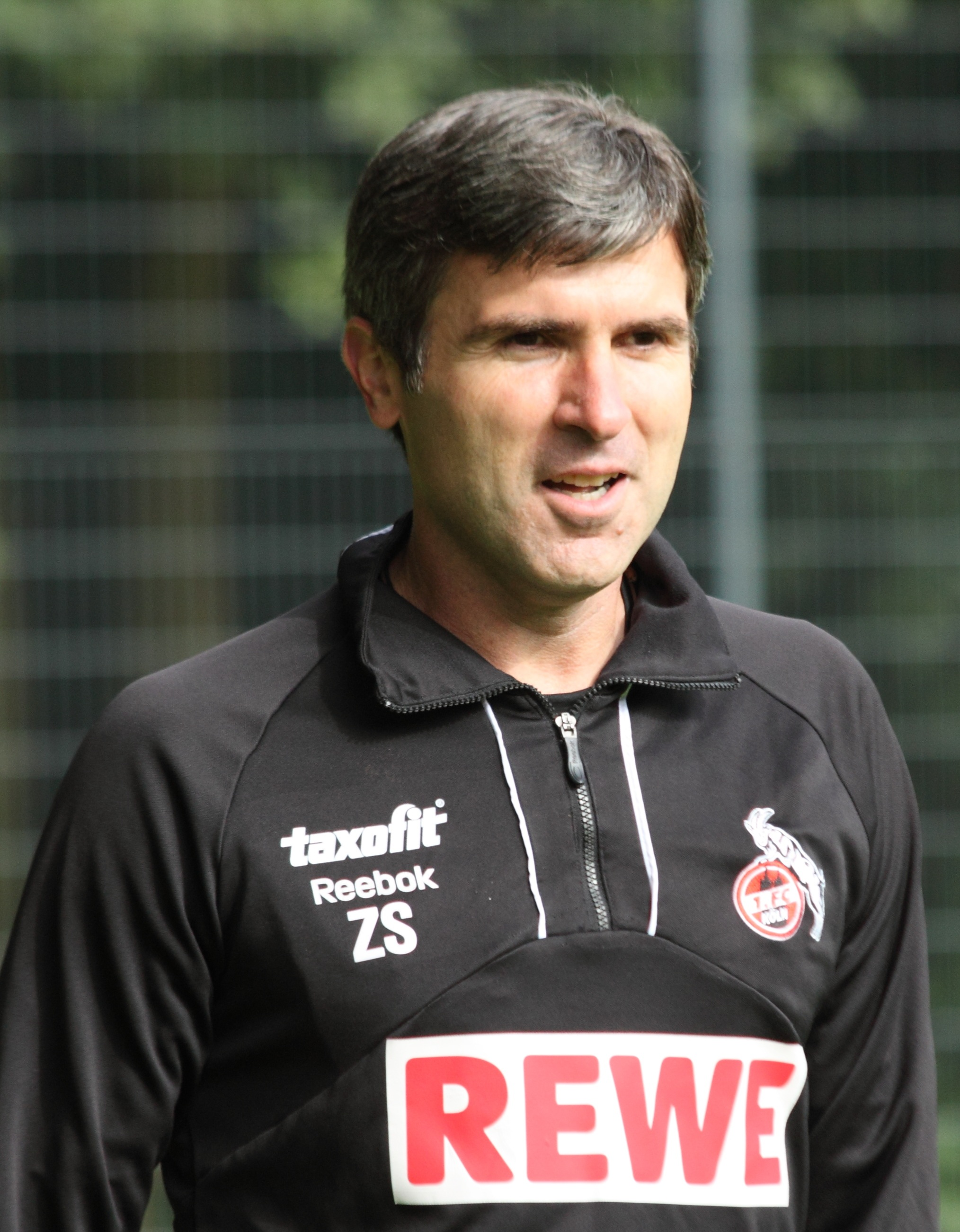
Zvonimir Soldo

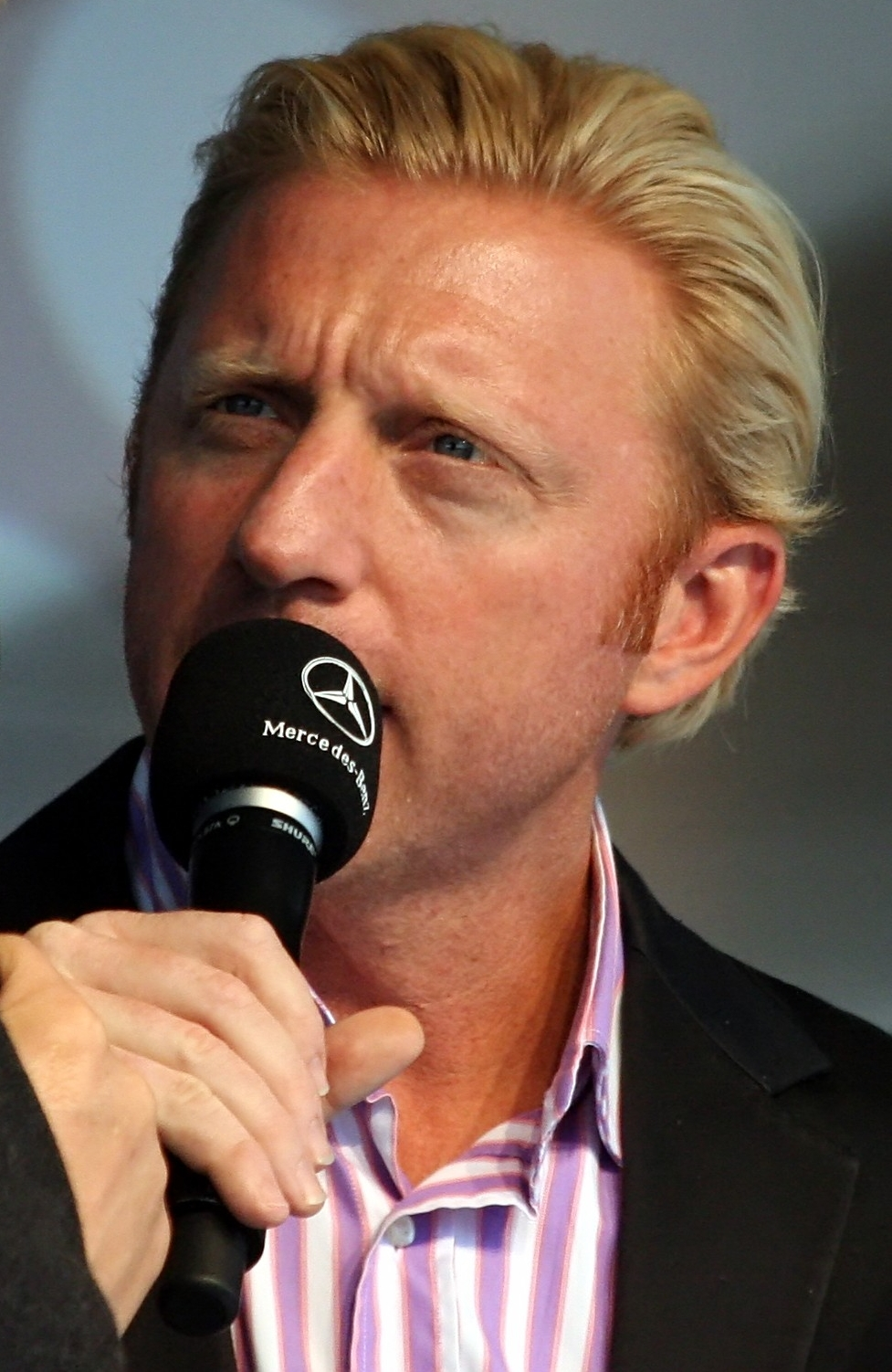
Boris Becker

- 02. November: Zvonimir Soldo, kroatischer Fußballspieler
- 03. November: Birk Anders, deutscher Biathlet
- 03. November: Pjotr Botschkarjow, russischer Stabhochspringer
- 03. November: Antonio Pettigrew, US-amerikanischer Leichtathlet († 2010)
- 04. November: Mino Raiola, italienischer, im Fußball tätiger Spielervermittler († 2022)
- 06. November: Jun Maeda, japanischer Motorradrennfahrer († 2006)
- 07. November: Jürgen Degen, deutscher Fußballspieler und -trainer
- 12. November: Mannhard Bech, deutscher Handballspieler
- 12. November: Estela Rodríguez, kubanische Judoka († 2022)
- 13. November: Dmitri Schewtschenko, russischer Fechter und Olympiasieger
- 14. November: Cezary Zamana, polnischer Radrennfahrer
- 15. November: Marko Myyry, finnischer Fußballspieler
- 15. November: Gustavo Poyet, uruguayischer Fußballtrainer und -spieler
- 17. November: Domenico Schiattarella, italienischer Automobilrennfahrer
- 19. November: Olaf Hense, deutscher Leichtathlet
- 21. November: Toshihiko Koga, japanischer Judoka
- 22. November: Boris Becker, deutscher Tennisspieler
- 22. November: Frank Höfle, deutscher Behindertensportler
- 22. November: Roland Meier, Schweizer Radrennfahrer
- 22. November: Bart Veldkamp, belgisch-niederländischer Eisschnellläufer
- 28. November: Saeed-Ahmed Saeed, Schachspieler aus den Vereinigten Arabischen Emiraten
- 29. November: Sapar Batyrow, turkmenischer Schachspieler
- 29. November: Jan Behrendt, deutscher Rennrodler

### Dezember
- 02. Dezember: Giovanni Parisi, italienischer Boxer († 2009)
- 03. Dezember: Gilles Marguet, französischer Biathlet
- 04. Dezember: Guillermo Amor, spanischer Fußballspieler
- 05. Dezember: Frank Luck, deutscher Biathlet
- 05. Dezember: Viesturs Meijers, lettischer Schachspieler († 2024)
- 06. Dezember: Heike Ulmer, deutsche Fußballspielerin
- 09. Dezember: Hitoshi Morishita, japanischer Fußballspieler und -trainer († 2025)
- 10. Dezember: Donghua Li, Schweizer Turner chinesischer Herkunft
- 14. Dezember: Birgit Gautzsch, deutsche Leichtathletin
- 14. Dezember: Hanne Haugland, norwegische Leichtathletin
- 14. Dezember: Georg Schwabenland, deutscher Ringer
- 15. Dezember: Sergej Ossipow, russischer Eishockeyspieler
- 16. Dezember: Donovan Bailey, kanadischer Leichtathlet
- 16. Dezember: Vincent Kinchin, britischer Bahnsportler († 2010)
- 16. Dezember: Mike Posma, US-amerikanischer Eishockeyspieler und -trainer
- 17. Dezember: Jean Baruth, deutscher Handballspieler
- 17. Dezember: Vincent Damphousse, kanadischer Eishockeyspieler
- 18. Dezember: Dmitri Bagrjanow, russischer Weitspringer († 2015)
- 19. Dezember: Jens Lehmann, deutscher Radsportler
- 22. Dezember: Martina Voss, deutsche Fußballspielerin
- 24. Dezember: Michail Schtschennikow, russischer Geher
- 28. Dezember: Jason Danskin, englischer Fußballspieler
- 30. Dezember: Brynjar Valdimarsson, isländischer Snookerspieler

### Datum unbekannt
- Mario Anastasopoulos, deutscher American-Football-Spieler
- Yoseph Phoa, indonesischer Badmintonspieler

## Gestorben

### Januar
- 02. Januar: Marcello Bertinetti, italienischer Fechter und zweifacher Olympiasieger sowie Fußballspieler und -trainer (* 1885)
- 02. Januar: Erwin von Sigel, deutscher Mittel- und Langstreckenläufer (* 1884)
- 03. Januar: Eugène Cordonnier, französischer Turner (* 1892)
- 06. Januar: Georges Hoël, französischer Turner (* 1890)
- 07. Januar: Franz Tuschek, österreichischer Leichtathlet (* 1899)
- 12. Januar: Herbert Putnam, US-amerikanischer Mittelstreckenläufer (* 1890)
- 13. Januar: Ove Andersen, finnischer Leichtathlet (* 1899)
- 14. Januar: Erik Blomqvist, schwedischer Leichtathlet (* 1896)
- 14. Januar: Hans Walter, Schweizer Ruderer (* 1889)
- 16. Januar: Albert Schumburg, deutscher Schwimmer und Wasserballspieler (* 1909)
- 19. Januar: Taavi Tamminen, finnischer Ringer (* 1889)
- 20. Januar: John Eller, US-amerikanischer Leichtathlet (* 1883)
- 21. Januar: Armando Poggioli, italienischer Leichtathlet (* 1888)
- 23. Januar: Holcombe Ward, US-amerikanischer Tennisspieler (* 1878)
- 25. Januar: Michael Devaney, US-amerikanischer Leichtathlet (* 1891)
- 28. Januar: George Nicol, britischer Sprinter (* 1886)
- 29. Januar: George Stuart Robertson, britischer Leichtathlet und Tennisspieler (* 1872)
- 31. Januar: Eddie Tolan, US-amerikanischer Leichtathlet (* 1908)

### Februar
- 04. Februar: George Varnell, US-amerikanischer Hürdenläufer (* 1882)
- 05. Februar: Leo Goehring, US-amerikanischer Hoch- und Weitspringer (* 1891)
- 06. Februar: Hans Nielsen, dänischer Boxer (* 1899)
- 07. Februar: Nils von Kantzow, schwedischer Turner (* 1885)
- 10. Februar: Anders Hylander, schwedischer Turner (* 1883)
- 20. Februar: Ulderico Sergo, italienischer Boxer (* 1913)
- 23. Februar: Luigi Contessi, italienischer Turner (* 1894)
- 25. Februar: Bente Bergendorff, dänische Leichtathletin (* 1929)
- 25. Februar: Jack Howell, US-amerikanischer Schwimmer (* 1899)
- 27. Februar: Wolfgang Kittel, deutscher Eishockeyspieler (* 1899)
- 28. Februar: Péter Tóth, ungarischer Fechter (* 1882)

### März
- 02. März: Albert Gladstone, britischer Ruderer (* 1886)
- 05. März: John Langley, US-amerikanischer Eishockeyspieler (* 1896)
- 09. März: Guido Cominotto, italienischer Leichtathlet (* 1901)
- 09. März: Jewgeni Kazura, sowjetischer Gewichtheber (* 1937)
- 14. März: Enrico Porro, italienischer Ringer (* 1885)
- 16. März: Agostino Frassinetti, italienischer Schwimmer (* 1897)
- 18. März: Otakar Německý, tschechoslowakischer Skisportler (* 1902)

### April
- 01. April: Ferenc Uhereczky, ungarischer Radrennfahrer und Radsportfunktionär (* 1898)
- 02. April: Richard Peterson, norwegischer Tennisspieler (* 1884)
- 04. April: Héctor Scarone, uruguayischer Fußballspieler (* 1898)
- 05. April: Herbert Johnston, britischer Leichtathlet (* 1902)
- 08. April: Robert Schöffthaler, österreichischer Sprinter und Hürdenläufer (* 1882)
- 09. April: Thomas Humphreys, britischer Langstreckenläufer (* 1890)
- 10. April: Alfred Felber, Schweizer Ruderer (* 1886)
- 14. April: Ferdinand Buchanan, südafrikanischer Sportschütze (* 1888)
- 17. April: Giorgio Cesana, italienischer Ruderer (* 1892)
- 17. April: Erik Sökjer-Petersén, schwedischer Sportschütze (* 1887)
- 23. April: John McGough, britischer Mittelstreckenläufer (* 1876)
- 23. April: Joseph Peroteaux, französischer Fechter (* 1883)
- 25. April: Aroldo Berruti, italienischer Wasserballspieler (* 1902)
- 28. April: Joseph Mostert, belgischer Leichtathlet (* 1912)
- 30. April: Abrahão Saliture, brasilianischer Ruderer und Wasserballspieler (* 1884)

### Mai
- 03. Mai: Milton Angier, US-amerikanischer Leichtathlet (* 1898)
- 04. Mai: Matti Ritola, finnischer Skilangläufer (* 1902)
- 07. Mai: Max Braun, US-amerikanischer Tauzieher (* 1883)
- 07. Mai: Erik Wallerius, schwedischer Segler (* 1878)
- 11. Mai: Hans Latscha, deutscher Rugbyspieler (* 1881)
- 14. Mai: Fausto Acke, schwedischer Turner (* 1897)
- 14. Mai: Renzo De Vecchi, italienischer Fußballspieler und -trainer (* 1894)
- 15. Mai: Rudolf Buchfelder, österreichischer Schwimmer und Wasserballspieler (* 1884)
- 18. Mai: Maurice Norland, französischer Leichtathlet (* 1901)
- 23. Mai: Pieter Gunning, niederländischer Hockeyspieler (* 1913)
- 23. Mai: Jens Peter Laursen, dänischer Turner (* 1888)
- 25. Mai: Aroldo Berruti, italienischer Wasserballspieler (* 1902)

### Juni
- 01. Juni: Hans Bühler, Schweizer Springreiter (* 1893)
- 06. Juni: Fernando Paternóster, argentinischer Fußballspieler und -trainer (* 1903)
- 07. Juni: Finn Schiander, norwegischer Segler (* 1889)
- 09. Juni: John Zander, schwedischer Mittel- und Langstreckenläufer (* 1890)
- 14. Juni: Willie Botha, südafrikanischer Leichtathlet (* 1912)
- 14. Juni: Edward Eagan, US-amerikanischer Sportler (* 1897)
- 14. Juni: Bertha Zahourek, österreichische Schwimmerin (* 1896)
- 15. Juni: Tatu Kolehmainen, finnischer Langstreckenläufer (* 1885)
- 16. Juni: Robert De Mulder, belgischer Ruderer (* 1900)
- 19. Juni: Giuseppe Hess, italienischer Jurist, Fußballspieler und Sportfunktionär (* 1885)
- 20. Juni: Hans Dittmar, finnischer Segler (* 1902)
- 28. Juni: Albert Snouck Hurgronje, niederländischer Fußballspieler (* 1903)
- 30. Juni: Ferenc Steiner, ungarischer Radrennfahrer (* 1888)

### Juli
- 01. Juli: Bertil Rönnmark, schwedischer Sportschütze (* 1905)
- 01. Juli: Mabel Taylor, US-amerikanische Bogenschützin (* 1879)
- 03. Juli: Rasmus Hansen, dänischer Turner (* 1885)
- 03. Juli: Cosme Saavedra, argentinischer Radrennfahrer (* 1901)
- 04. Juli: Henry Wells, britischer Ruderer (* 1891)
- 05. Juli: Vincenzo Blo, italienischer Turner (* 1888)
- 06. Juli: Otto Trieloff, deutscher Leichtathlet (* 1885)
- 07. Juli: John Hand, kanadischer Ruderer (* 1902)
- 08. Juli: Carl Kempe, schwedischer Tennisspieler (* 1884)
- 10. Juli: Arlie Mucks, US-amerikanischer Diskuswerfer und Kugelstoßer (* 1891)
- 11. Juli: Pierre Brunet, französischer Ruderer (* 1905)
- 18. Juli: Nico de Wolf, niederländischer Fußballspieler (* 1887)
- 19. Juli: Sydney Bailey, britischer Radrennfahrer (* 1884)
- 20. Juli: Richard Howell, US-amerikanischer Schwimmer (* 1903)
- 21. Juli: Willard Rice, US-amerikanischer Eishockeyspieler (* 1895)
- 30. Juli: Alfried Krupp von Bohlen und Halbach, deutscher Regattasegler (* 1907)
- 31. Juli: Harald Julin, schwedischer Schwimmer und Wasserballspieler (* 1890)

### August
- 05. August: György Bródy, ungarischer Wasserballspieler (* 1908)
- 13. August: Trygve Pedersen, norwegischer Segler (* 1884)
- 14. August: Bob Anderson, britischer Motorrad- und Automobilrennfahrer (* 1931)
- 18. August: Askolds Hermanovskis, lettischer Skirennläufer (* 1912)
- 18. August: Theodore Pell, US-amerikanischer Tennisspieler (* 1879)
- 18. August: Stefan Rosenbauer, deutscher Fechter (* 1896)
- 22. August: Vittore Stocchi, italienischer Ruderer (* 1895)
- 23. August: Nate Cartmell, US-amerikanischer Leichtathlet (* 1883)
- 24. August: Constance Titus, US-amerikanischer Ruderer und Rudertrainer (* 1873)
- 27. August: Väinö Kokkinen, finnischer Ringer (* 1899)
- 30. August: Samuel Mosberg, US-amerikanischer Boxer (* 1896)

### September
- 01. September: Émile Kolb, luxemburgischer Fußballspieler (* 1902)
- 02. September: Vilho Tuulos, finnischer Leichtathlet (* 1895)
- 03. September: Fredrik Löwenadler, schwedischer Schwimmer (* 1895)
- 04. September: Joseph Beerli, Schweizer Bobfahrer (* 1901)
- 06. September: Herman Whiton, US-amerikanischer Segler (* 1904)
- 07. September: Henri Dartigues, französischer Leichtathlet (* 1902)
- 13. September: Peder Dorf Pedersen, dänischer Turner (* 1897)
- 21. September: George Garbutt, kanadischer Eishockeyspieler (* 1903)
- 22. September: Jānis Andriksons, lettischer Eisschnellläufer (* 1912)

### Oktober
- 06. Oktober: Sigurd Moen, norwegischer Eisschnellläufer (* 1897)
- 07. Oktober: Thor Henning, schwedischer Schwimmer (* 1894)
- 11. Oktober: Nat Pendleton, US-amerikanischer Ringer und Schauspieler (* 1895)
- 15. Oktober: Gigi Meroni, italienischer Fußballspieler (* 1943)
- 18. Oktober: Johann Studnicka, österreichischer Fußballspieler und -trainer (* 1883)
- 21. Oktober: Bayes Norton, US-amerikanischer Leichtathlet (* 1903)
- 25. Oktober: Guillermo Lovell, argentinischer Boxer (* 1917 od. 1918)
- 29. Oktober: Roy Mikkelsen, US-amerikanischer Skispringer (* 1907)

### November
- 05. November: Otto Liebing, deutscher Ruderer (* 1891)
- 05. November: Matti Pietikäinen, finnischer Skispringer (* 1927)
- 07. November: Gérard Meister, französischer Schwimmer (* 1889)
- 16. November: Phil Boyd, kanadischer Ruderer (* 1876)
- 19. November: Karl-Gustaf Vingqvist, schwedischer Turner (* 1883)
- 25. November: Guglielmo Morisetti, italienischer Radrennfahrer (* 1882)
- 29. November: Marten von Barnekow, deutscher Springreiter (* 1900)
- 000November: August Fager, US-amerikanischer Leichtathlet (* 1891)

### Dezember
- 02. Dezember: Johannes Andersen, norwegischer Langstreckenläufer (* 1888)
- 02. Dezember: Phyllis Johnson, britische Eiskunstläuferin (* 1886)
- 03. Dezember: Hendrik Kersken, niederländischer Segler (* 1880)
- 06. Dezember: Giovanni Mangiante, italienischer Turner (* 1967)
- 06. Dezember: Adolf Rosenberger, deutscher Automobilrennfahrer und Kaufmann (* 1900)
- 06. Dezember: Arie van der Velden, niederländischer Segler (* 1881)
- 08. Dezember: Paul Castanet, französischer Langstreckenläufer (* 1880)
- 12. Dezember:  Luigi Burlando, italienischer Fußball- und Wasserballspieler (* 1899)
- 13. Dezember: Juho Tuomikoski, finnischer Marathonläufer (* 1888)
- 16. Dezember: Eugène Pollet, französischer Turner (* 1967)
- 20. Dezember: Félicien Courbet, belgischer Wasserballspieler und Schwimmer (* 1888)
- 21. Dezember: William Palmer, britischer Geher (* 1882)
- 25. Dezember: Leonard Martin, britischer Segler (* 1901)
- 27. Dezember: Percy Hodge, britischer Leichtathlet (* 1890)
- 27. Dezember: William Yates, britischer Geher (* 1880)
- 29. Dezember: Aage Høy-Petersen, dänischer Segler (* 1898)
- 29. Dezember: Karel Meijer, niederländischer Wasserballspieler (* 1884)

### Datum unbekannt
- Mario Acerboni, italienischer Radsportler, Motorradrennfahrer und Unternehmer (* 1889)
- Guillermo Douglas, uruguayischer Ruderer (* 1909)
- Louis Fierens, belgischer Bogenschütze (* 1875)
- Gastone Pierini, italienischer Gewichtheber (* 1899)
- Arturo Porro, italienischer Leichtathlet (* 1890)
- Gordon Sigurjonson, isländischer Eishockey- und Leichtathletiktrainer (* 1883)
- Wilhelm Wernicke, deutscher Sportfunktionär (* 1882)